# 徐诜
徐诜（?—?），中国战国时期秦国的相国。
《史记》没有提到他，《新唐书·宰相世系表》说他是徐国末代君主章禹的十二世孙。他在秦庄襄王时在秦国担任相国。后世徐姓之祖。